# Lubomir Włodzimierz Baran
Lubomir Włodzimierz Baran (ur. 27 września 1937 w Żniatynie, zm. 3 kwietnia 2009 w Olsztynie) – geodeta, członek PAN, przewodniczący Komitetu Geodezji PAN.

## Kariera naukowa
Absolwent Politechniki Warszawskiej (1960), od ukończenia studiów związany z olsztyńską uczelnią techniczną (kolejno: Wyższa Szkoła Rolnicza, Akademia Rolniczo-Techniczna i Uniwersytet Warmińsko-Mazurski w Olsztynie).
Obronił doktorat w 1966, habilitował się w 1972; 1976 profesor nadzwyczajny, 1987 profesor zwyczajny. Od 1994 członek korespondent PAN, od 2007 członek rzeczywisty PAN, od 2003 członek Prezydium PAN, członek Prezydium Oddziału PAN w Gdańsku; członek wielu komitetów PAN, m.in. Komitetu Geodezji (1972, wiceprzewodniczący 1990–1996, 1999–2003, przewodniczący 2003), Komitetu Narodowego ds. Współpracy z Międzynarodową Unią Geodezji i Geofizyki ICSU (1989, przewodniczący 1996), Komitetu Astronomii (1978–1980), Komitetu Geofizyki (1996), Komitetu Badań Kosmicznych i Satelitarnych (1978), Komitet Problemowy Planeta Ziemia.
Należał do wielu rad programowych i naukowych, m.in. Centralna Komisja do Spraw Stopni i Tytułów – sekcja V – Nauk Matematycznych, Fizycznych, Chemicznych i Nauk o Ziemi (1991), Centrum Badań Kosmicznych PAN, Instytutu Geodezji i Kartografii w Warszawie, Państwowa Rada Geodezyjna i Kartograficzna (2000), Rady Naukowej Planetarium Lotów Kosmicznych w Olsztynie (wiceprzewodniczący 1978–1986), Rady Naukowo-Programowej Planetarium i Obserwatorium Astronomicznego w Olsztynie (1981).
Członek międzynarodowych organizacji naukowych, m.in. Międzynarodowej Asocjacji Geodezji (IAG) – członkostwo indywidualne od 1991, European Geophysical Society (1997–2002), Komitetu do spraw Badań Przestrzeni Kosmicznej (1998), European Geosciences Union (2004) i innych.
Zajmował się geodezją satelitarną, zastosowaniem technik satelitarnych w geodezji i geodynamice oraz zastosowaniem globalnych systemów satelitarnych (GPS) do badań jonosfery i jej wpływem na wyniki geodezyjnych wyznaczeń pozycji. Opracował metody wyrównywania sieci geodezyjnych przy wykorzystaniu obserwacji sztucznych satelitów Ziemi.
Autor lub współautor ok. 80 prac twórczych, ponad 150 artykułów, 5 podręczników i skryptów akademickich, ponad 200 referatów i komunikatów naukowych wygłoszonych na krajowych i międzynarodowych kongresach i sympozjach naukowych.
Promotor prac doktorskich Bogdana Kolanowskiego (1990), Andrzeja Krankowskiego (2000), Pawła Wielgosza (2002).

## Kariera zawodowa
Twórca i kierownik Stacji Obserwacji Sztucznych Satelitów w Lamkówku koło Olsztyna (od 1999 pod nazwą Obserwatorium Satelitarne w Lamkówku). Wielokrotny dziekan wydziału geodezji uczelni olsztyńskiej (1969–1975, 1978–1981, 1992–1999), prodziekan (1975–1978), kierownik Katedry Geodezji Wyższej i Fotogrametrii (1969–1970), kierownik Katedry Geodezji (1970–1976), zastępca dyrektora (1983–1984) i dyrektor (1976–1983, 1989–1993) Instytutu Geodezji i Fotogrametrii; pracownik Wydziału od początku jego istnienia (1960). W latach 1981–1984 prorektor, 1984–1987 rektor Akademii Rolniczo-Technicznej w Olsztynie.
W latach 2000–2002 kierował Katedrą Geomatyki w Wyższej Szkole Morskiej w Szczecinie.

## Nagrody i odznaczenia
- Doctor honoris causa Akademii Rolniczej we Wrocławiu (2000)
- Medal Komisji Edukacji Narodowej (1979)
- Krzyż Kawalerski Orderu Odrodzenia Polski (1980)
- Krzyż Oficerski Orderu Odrodzenia Polski (1987)
- Medal 900-lecia Uniwersytetu w Bolonii (1988)
- Krzyż Komandorski Orderu Odrodzenia Polski (1999)
- Osobowość Roku Warmii i Mazur 2001

## Wybrane publikacje
- Some New Procedures of the sequential Adjustment, Monachium 1982.
- The Use of GPS for Monitoring of the Ionospheric Disturbances, Berlin – Heidelberg 1998.
- Teoretyczne podstawy opracowania wyników pomiarów geodezyjnych, Warszawa 1999.